# Jesse Williams
Jesse Daniel Williams, född 27 december 1983 i Modesto, Kalifornien, är en amerikansk friidrottare som tävlar i höjdhopp.

## Karriär
Williams deltog vid junior-VM 2002 där han slutade på en fjärde plats efter att ha klarat 2,21. Under 2005 deltog han vid VM i Helsingfors men misslyckades med att kvalificera sig till finalen. Samma år hoppade han för första gången över 2,30, vilket han gjorde vid DN-galan.
Vid VM 2007 misslyckades han åter att ta sig vidare till finalen. En finalplats blev det däremot vid inomhus VM 2008 då han slutade på en sjätte plats efter att ha klarat 2,27.
Williams deltog vid Olympiska sommarspelen 2008 men klarade inte kvalificera sig till finalomgången. Han avslutade emellertid friidrottsåret med att bli trea vid IAAF World Athletics Final.
Vid VM 2009 deltog han däremot inte och avslutade friidrottsåret med att bli trea vid IAAF World Athletics Final 2009.
Den 1 september 2011 vann han VM-guld vid VM i Daegu genom att ha hoppat felfritt till höjden 2,35, vilket också blev sluthöjden. Den 8 september samma år vann han Diamond League i Zürich. 
Williams är 1,83 cm lång och väger 67 kg.

## Personliga rekord
- Höjdhopp utomhus - 2,37 meter (26 juni 2011 i Eugene)
- Höjdhopp inomhus - 2,36 meter (11 februari 2009 i Banská Bystrica)